# Ми смо Милерови
Ми смо Милерови (енгл. We're the Millers) америчка је комедија из 2013. режисера Росона Маршала Тербера у којој наступају Џенифер Анистон, Џејсон Судејкис, Ема Робертс, Вил Полтер, Ник Оферман, Кетрин Хан и Ед Хелмс.

## Радња
Дејвид Кларк је ситни дилер дроге који своју робу продаје куварима и мајкама младих фудбалера, али не и деци. Кларк покушава да помогне свом суседу Кенију, простодушном дечаку који се немарно заузео за чудну девојку. Дејвид губи приходе и сада дугује свом добављачу Бреду. Да би затворио дуг, Дејвид мора да донесе Бреду велику пошиљку дроге из Мексика. Доводећи комшије - циничну стриптизету Роуз, досадног суседа Кенија и уличарку Кејси - он смишља план: лажна жена, двоје деце, комби - и Милерови крећу јужно од границе за празник 4. јула.
Након што су Милери однели пошиљку дроге, одлазе у САД, али комби се изненада поквари. Покупи их породица Фицџералд, коју чине три особе: бивши полицајац Дон, његова супруга Еди и ћерка Мелиса, коју су Милерови упознали на граници. Фицџералдови су пристали да их одвезу до аутосервиса. Али испоставило се да је затворено, а Милери морају да преноће код Фицџералдових. У међувремену, Роуз и Дејвид сазнају да су Дон и Еди свингери, а Кејси учи Кенија како да се љуби, сведочећи како Мелиса саосећа са Кенијем.
Следећег јутра, Фицџералдови одлазе, а Милери, покушавајући да покупе комби из аутосервиса, падају у руке Пабла Чакона, који је био власник складишта дроге, одакле су Милери управо однели серију. Давид схвата да му је Бред наместио. Чакон прети да ће убити Милерове, али Роуз плеше стриптиз за њега, а момци успевају да побегну од смрти.
Док је Кени приморан да вози комби, он не примећује паука који му се шуња у панталоне и гризе му јаја. Роуз наговара Дејвида да одведе момка у болницу. У међувремену, Кејси упознаје Скотија Пија и одлази са њим. Роуз му у личном разговору са Дејвидом даје своје право име - Сара.
Након што је покупио Кенија из болнице, Дејвид, у журби да стигне у Америку, случајно избацује колико ће му Бред платити за посао. Момци се куну, Кејси одлази у парк код Скоти Пија, Роуз-Сара и Кени иду да је траже, а Дејвид одлази у САД, али се предомисли, проналази момке и нуди да поделе новац равноправно. Ова одлука одговара свима. На путу до комбија, Милери поново наилазе на Фицџералдове и поново их ухвати Чакон, али Дон и Кени све спасавају.
Следећег дана, Дејвид испоручује Бреду дрогу, али сазнаје да његов шеф уопште неће да му плати. Дејвид је одлучио да поступи по својој савести и Бреда је предао људима из ДЕА, међу којима је био и Дон. Због тога је Давида и остале ставио у програм заштите сведока на 6 месеци.